# Chrześcijaństwo w Katarze
Chrześcijaństwo w Katarze jest religią mniejszości wyznawaną przez około 8,5% społeczeństwa, czyli około 120 000 ludzi. Chrześcijanami w Katarze są przede wszystkim przybysze z zewnątrz – Indusi, Filipińczycy, Europejczycy, Palestyńczycy, Egipcjanie, Syryjczycy, Libańczycy i Amerykanie. Oficjalnie żadne z wyznań nie prowadzi akcji misyjnych na terenie Kataru, który jest państwem islamskim i zgodnie z prawem koranicznym nie dopuszcza możliwości konwersji muzułmanina na inną religię. Dla kontroli poczynań kościołów Ministerstwo Spraw Zagranicznych utworzyło specjalną radę, w której zasiadają przedstawiciele wszystkich wyznań chrześcijańskich.
Chrześcijanie w Katarze dzielą się na kilka różnych wyznań. Najliczniejsi są: ewangelicy, członkowie Kościoła malabarskiego, anglikanie, katolicy i koptowie. Ci ostatni są bardzo wpływowi. Jeśli chodzi o liczby to Anglikanów jest około 10 000 a katolików 50 000 i podlegają oni pod wikariat apostolski Arabii. W 2008 roku w Katarze otworzono pierwszą od czternastu wieków świątynię katolicką – Kościół Matki Bożej Różańcowej.

## Podział wyznaniowy
- Katolicyzm: 5% mieszkańców kraju

- Protestantyzm: 4,1%
  - Gł.:anglikanizm i pentekostalizm
- Prawosławie: 0,7%
- Inne: 
  - Gł. Świadkowie Jehowy